# ژوان پوژول گارسیا
خوان پوژول گارسیا (مرگ ۱۰ اکتبر ۱۹۸۸) جاسوس دوجانبهٔ اسپانیایی بود که در طول جنگ جهانی دوم برای بریتانیای کبیر و آلمان نازی به صورت دو جانبه جاسوسی می‌کرد اما نسبت به انگلیس وفادار بود. نام مستعار او در میان نیروهای انگلیسی گاربو (Garbo) بود و آلمانی‌ها او را با اسمِ رمزِ آلاریک Alaric خطاب می‌کردند و شبکهٔ جاسوسی غیر واقعی او را Arabal نام نهادند.
در ابتدا او به انگلیس فرستاده شد تا به نفع آلمان نازی جاسوسی کند اما در طول جنگ داخلی اسپانیا حسِ نفرت از فاشیسم در او شدت گرفت و تصمیم گرفت تا به خاطر منافع بشر دوستانه به نفع متفقین عمل کند. بنابراین او و همسرش با سرویس‌های اطلاعاتی انگلیسی و آمریکایی تماس گرفتند اما در خواست آن‌ها رد شد.
خوان یک هویت جعلی به عنوان یک اسپانیایی طرفدار آلمان نازی برای خود ساخت و به عنوان یک عامل آلمانی شروع به کار کرد. از او خواسته شده بود تا به انگلیس برود و با استخدام افراد بیشتری به توسعهٔ شبکهٔ جاسوسی در این کشور بپردازد اما او به لیسبون رفت و به جای آن یک سری گزارش‌های دروغین در مورد بریتانیا ایجاد کرد.
اگرچه گزارش‌ها و مدارکی که او فراهم کرده بود ضعیف و غیرقابل باور بود او با موفقیت، خود را به عنوان یک عنصر قابل اعتماد برای آلمان نازی معرفی کرد. به علاوه او در گزارش‌های خود با موفقیت یک عامل خیالی در شبکهٔ جاسوسی خود ارائه کرد تا اشتباهات و اطلاعات غلطِ احتمالی را به گردن او بیندازد.
زمانی که نیروهای آلمانی منابع قابل توجهی برای نابودی یک ناوگان نظامیِ خیالی را صرف کردند نیروهای متفقین نهایتاً متوجه اهمیتِ خوان شدند؛ و پس از آنکه ام آی ۵ با او مصاحبه کرد پیشنهاد همکاری او را پذیرفتند و تمامی اعضای خانواده اش را به انگلیس منتقل کردند و به خوان هم نام مستعار گاربو را دادند. از آن به بعد خوان و توماس جوزف هریس به توسعهٔ شبکهٔ خیالی جاسوسی پرداختند. آن‌ها ابتدا با استفاده از نامه و سپس با به‌کارگیری ایستگاه‌های رادیوی به تعامل با منابع آلمانی پرداختند اما در نهایت آلمانی‌ها متوجه شدند که تمامی ۲۷ عضو این شبکه خیالی بوده‌اند.
خوان نقش برجسته ای در موفقیت عملیات بردباری Operation Fortitude داشت. این عملیات با هدف فریفتن نیروهای آلمانی در مورد زمان مکان و ابعاد عملیات اُوِرلُرد در سال ۱۹۴۴ اجرا شد. اطلاعات غلطی که خوان ارسال کرد آلمانی‌ها را قانع کرد که بخش عمدهٔ حمله بر روی پا-دو-کاله در شمال فرانسه انجام خواهد شد و به این ترتیب آلمانی‌ها منابع زیادی در این مکان مستقر کردند.
وی برندهٔ جوایزی همچون صلیب آهنین و نشان امپراتوری بریتانیا شده‌است.

## مرگ
ژوان پوژول گارسیا سر انجام در سن ۷۶ سالگی در سال ۱۹۸۸ میلادی در شهر کاراکاس ونزوئلا مرد.